# Autovacuna
Una autovacuna (del llatí "vaccinus-a-um", "(vacuno)"; de "vacca-ae", "vaca" i de l'idioma grec αὐτο "un mateix") és una suspensió d'un o més patògens específics que s'obté a partir de les lesions infeccioses dels teixits del mateix individu (pacient) a qui li serà administrada. Hi ha dos tipus d'autovaccins:
- L'autovaccí simple que únicament són patògens provinents de la infecció del pacients.
- L'autovaccí mixta que pot ser complementada amb altres microorganismes, a part dels del mateix individu.

## Història
El concepte d'autovaccí va ser utilitzat per primer cop per C.R.G. Forrester l'any 1910. Però en un àmbit més quotidià va agafar el nom de vaccí autogen, que al seu torn representava l'especificació del concepte de transmissió secundària. Els inicis de la teràpia amb autovaccins es troben en les obres escrites de Wright Alrmroth, que va basar-los en el desenvolupament del vaccí tifoide. La seva idea era que els microorganismes morts podien ser utilitzats no només en la prevenció, com seria el cas dels vaccins, sinó també en el tractament d'infeccions. Així doncs, la base teòrica de l'autovaccí és l'escrita per Wright i Douglas: l'Opsonie, que està basada en el fet que la sang és capaç d'opsonitzar els bacteris amb la finalitat d'afavorir la fagocitosi. L'apogeu de l'autovaccí va ser entre les dues guerres mundials, i des d'aleshores s'han escrit prop de 400 obres relacionades amb aquesta temàtica. Més endavant, a l'Europa Occidental, la teràpia amb autovaccins va ser rellevada pels antibiòtics i avui en dia s'utilitza en rares ocasions. Ara bé, en l'Europa Oriental i, en part, en la medicina veterinària sí que continua sent un tractament habitual, sobretot quan els vaccins convencionals per una malaltia no estan disponibles o no són efectives.

## Producció
Els autovaccins es fan a partir de teixits que han estat afectats per la malaltia. Inicialment, es recull una mostra (teixit, secrecions...) i s'envia al fabricant perquè sigui examinada. Un cop aïllat i identificat el patogen causant de la malaltia, es procedeix a obtenir un cultiu pur, seguidament es fa un creixement a gran escala i finalment s'hi afegeix l'adjuvant i els microorganismes se sotmeten a un tractament per calor que els inactiva. Aquests patògens seran els inoculats al pacient. És imprescindible que les condicions de fabricació de l'autovaccí garanteixin la màxima qualitat del producte. Això es refereix a una sèrie de normes per assegurar una òptima qualitat en els processos de producció i l'entorn de producció, recollides en les "Good Manufacturing Practice" que segueixen tots els productors.

## Reglamentació per la producció
La reglamentació que regeix la producció d'autovaccins difereix enormement entre els països. En alguns, es necessita tenir dades precises per justificar la utilització d'autovaccins com: la disponibilitat de vaccins comercials i dades que justifiquin la no recomanació d'aquestes; la confirmació diagnòstica de la soca; el nombre de dosi d'autovaccí a elaborar i una descripció general dels fonaments tècnics relacionats amb la producció i control del vaccí; la dosi, via i l'esquema d'administració proposat; el nombre de dosis necessàries. Les dosis no utilitzades deuen ser destruïdes i la utilització de l'autovaccí en una altra granja que no sigui on s'ha aïllat aquesta, està estrictament prohibida. La soca vaccinal s'ha de destruir entre 12 i 24 mesos després de produir-se les primeres dosis.
En altres països la reglamentació és menys estricte i l'ús d'autovaccins és més accessible, encara que es manté teòricament el fonament d'utilització única a la granja on la soca ha sigut aïllada. No obstant això, en sistemes piramidals tancats de producció que estan afectats per la infecció, és molt comú que l'agent causal sigui el mateix a les diferents granges. En aquest cas, es podria acceptar que l'autovaccí sigui aplicat en granges ubicades en diferents llocs geogràfics.
En la UE (Unió Europea), l'elaboració d'autovaccins només està permesa a partir d'origen bacterià i aquests sempre han d'estar inactivats (bacterines). En canvi, als EUA, el concepte d'autovaccí inclou també micoplasmes, virus i qualsevol altre microorganisme.
En tractar-se de vaccins inactivats, sempre serà necessari posar més d'una dosi per a aconseguir una protecció efectiva i caldrà tenir en compte que són específiques de cada soca.

## Ús en veterinària
Avui en dia els autovaccins s'utilitzen molt freqüentment en veterinària, especialment en animals de granja, com a tractament preventiu en animals sans (important en les femelles de reposició) i també com a tractament guaridor aplicant l'autovaccí en animals malalts. El o els microorganismes aïllats que s'usaran per elaborar l'autovaccí poden ser extrets d'un o més animals d'una explotació per administrar-la a tots els animals d'aquella mateixa explotació. En animals de companyia podem utilitzar els autovaccins amb el mateix criteri, d'un mode preventiu o guaridor en casos crònics que no tenen solució antibiòtica fàcil o en patologies com dermatitis, pneumònies, metritis, osteomielitis, infeccions urinàries o diarrees entre d'altres. Aquestes són útils quan no es disposa de vaccins comercials, quan el serotip que causa la malaltia és diferent d'aquells que es disposen en vaccins comercials i quan les soques presenten molta variabilitat antigènica. Un exemple podria ser les malalties causades per S. suis. Existeixen pocs vaccins comercials i que estiguin únicament dirigides al serotip 2; per tant, els animals infectats per qualsevol altre serotip no estarien protegits. A més, la variació antigènica de les soques de S. suis en el serotip 2 és molt elevada.

## Efecte
Es va poder demostrar que la resposta de l'antigen específic disminueix durant l'administració de l'autovaccí. Es pot suposar que l'efecte observat no es deu a una activació de la immunitat humoral sinó que es basa més aviat en una modulació de components immunoreguladors com ara les citocines.

## Aplicació i riscos
L'autovaccí s'utilitza per al tractament de les malalties existents. L'autovaccí treballa per enfortir el sistema immunològic en la defensa contra els patògens específics. La malaltia és suposadament afeblida i en el millor dels casos, el pacient queda lliure de simptomatologia.
Hi ha pocs estudis dels riscos del tractament amb autovaccins, però s'ha detectat un cas de septicèmia.